# ソフト・パワー
ソフト・パワー（英: soft power）とは、相手国を軍事力で脅したり、買収したり、プロパガンダで騙したりするのでもなく、自国の価値観や文化で魅了・味方につける力。自国の魅力を通じて、他国に与えられる影響力。

## 概要
ソフト・パワーという概念を提唱したのは、クリントン政権下において国家安全保障会議議長、国防次官補を歴任したアメリカ・ハーバード大学大学院ケネディ・スクール教授のジョセフ・ナイである。1980年代のアメリカ衰退論に異議を唱えた著書 Bound to Lead（邦題『不滅の大国アメリカ』）で最初に提示され、Soft Power: The Means to Success in World Politics（邦題『ソフト・パワー』）において精緻化されたものである。
ある国の有する文化や政治的価値観などの魅力などで、他国民から信頼や支持や理解、共感を得ることで国家の対外的発言力を獲得し、自国の外交に有利に働く力。対義語のハード・パワーとは、ある国家の「軍事力や経済力で（他国や他国民を）無理やり従わせる」力のこと。ソフト・パワーがより強い国に人々は惹かれ、ベルリンの壁崩壊は砲撃（ハード・パワー）ではなく、居住国よりも西側諸国のソフト・パワーに惹かれた東ドイツの人々によって起きている。
日本国のソフト・パワーの源泉としては「サムライ、ハラキリ、フジヤマ、ゲイシャ、ニンジャ、キモノ」などに代表される日本食などの伝統文化がかねてからあるが、20世紀後半以降確立したアニメ・漫画など2次元コンテンツの存在感の大きさが指摘される。それも海外で子供向けとみなされる分野だったり、海賊版で広まるような下からのものだった。一方、政府がそれに便乗したクールジャパン政策は混迷を極めた。
中国はハードパワー傾倒という点で対照的とされる。パンダのほか、北京オリンピック頃にソフトパワー重視の動きもあったが、表現の自由がなく、中国共産党管理下のために海外人気がないため、軍事力や経済力由来のハード・パワー頼りでソフト・パワーが弱い。逆に日本はソフト・パワーも強い国であり、反日感情が強い韓国内でさえも日本旅行の増加だけでなく、日本のゲーム・映画に対するコンテンツ人気で日本語学習者も増えている。英誌『エコノミスト』は、過去に中国の経済的台頭期に在任していたオバマ政権（2009年1月20日 – 2017年1月20日）において「米国人学生100万人が中国語を学ばなければならない」と言われたほどだった中国語学習需要はソフト・パワーと共に低下したと報じた。韓国でも2020年を境に日本語選択者が中国語選択者を上回り、2024年時点で約2倍差となっている。中国を最大の貿易国とするオーストラリア、ニュージーランドでも2024年時点で中国語専攻者が7～8年前比較で半減、インド政府は中国語を奨励外国語から除外している。また、中国は一帯一路だけでなく、途上国へ新型コロナウイルスの自国産ワクチン供与によるソフト・パワーを増進しようとしたが、高圧的外交姿勢であるために評価されなかった。